# Isle of Man runinskrifter MM101
IM MM101 är en vikingatida stenkors i Kirk Michael (II), Michael på Isle of Man (Storbritannien). Tidigare signum: Br Olsen;208B.

## Inskriften
Translitterering av runraden:
× mail:brikti : sunr : aþakans : smiþ : raisti : krus : þano : fur :¶ salu : sina : sin:bruku in : kaut ×¶ kirþi : þano : auk ¶ ala : i maun ×
Normalisering till äldre fornsvenska:
Melbrigði, sonr Aðakáns Smiðs, reisti kross þenna fyr sálu sína synd...(?), en Gautr gerði þenna ok alla í Môn.
Översättning till nusvenska:
Melbrigde, son av Adhakan Smed, reisti dette kors for sin och sin Broderkones själ. Gaut gjorde detta kors och alla på Man.
Namnet mail:brikti är gaeliskt och betyder "St. Brigidas tjänare" och finns även på Sc 2 och IM MM175, aþakan är det iriska namnet Aedacán, med modern variant Egan.